# Щитник широколистий
Щитник широколистий або щитник австрійський (Dryopteris dilatata) — вид рослин родини щитникові (Dryopteridaceae), поширений у Євразії. Етимологія: лат. dilatatus — «розширений».

## Опис
Багаторічна трав'яниста рослина 30–150 см завдовжки, листопадна або напіввічнозелена. Листя вузькотрикутне; черешки з темно-бурими з чорною смугою лусочками.

## Поширення
Європа: уся територія крім Мальти; Азія: Азербайджан, Грузія, Туреччина.
В Україні зростає в тінистих лісах — в Карпатах, Прикарпатті, Розточчя, більш-менш звичайний; на Поліссі, рідко. Входить у список регіонально рідкісних рослин м. Києва, Житомирської, Рівненської, Сумської, Чернігівської областей.

## Галерея

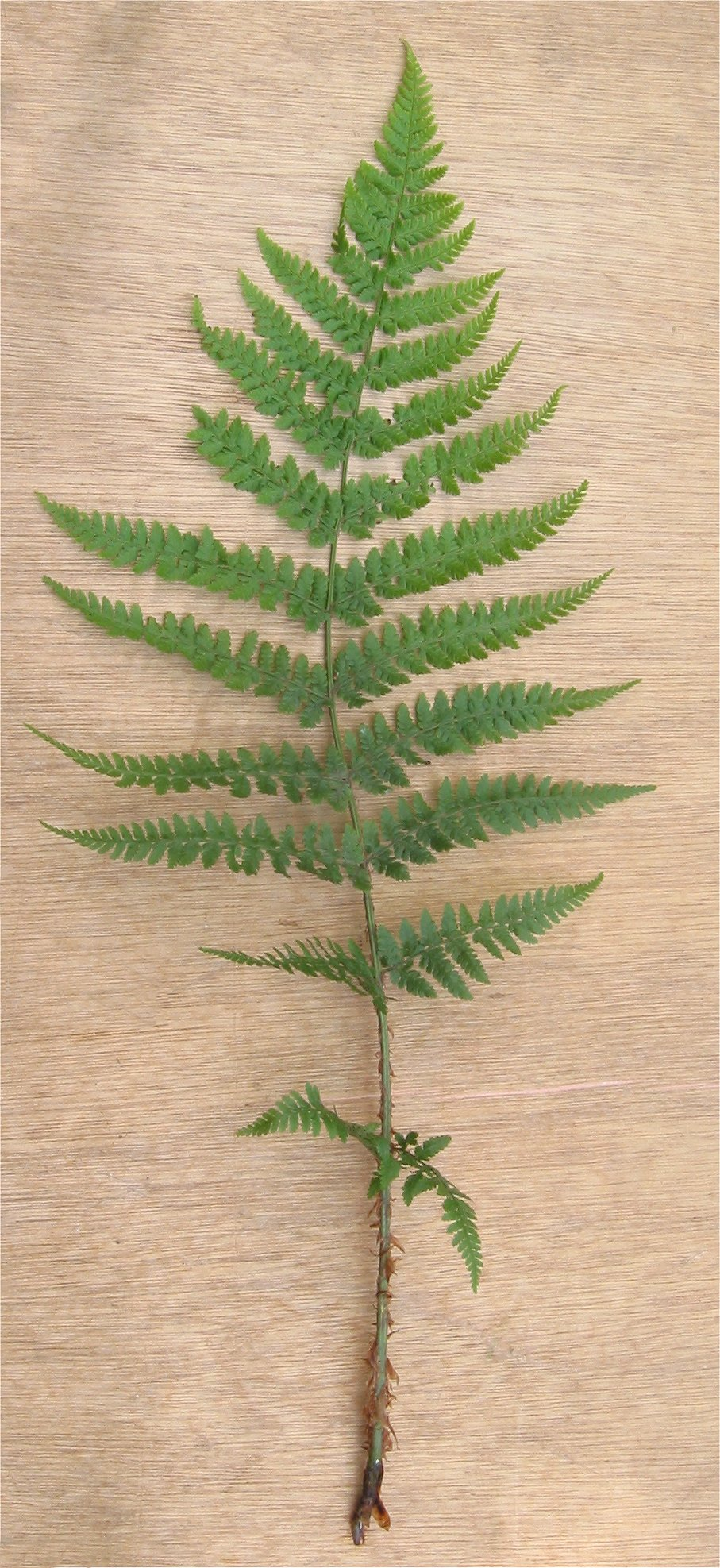
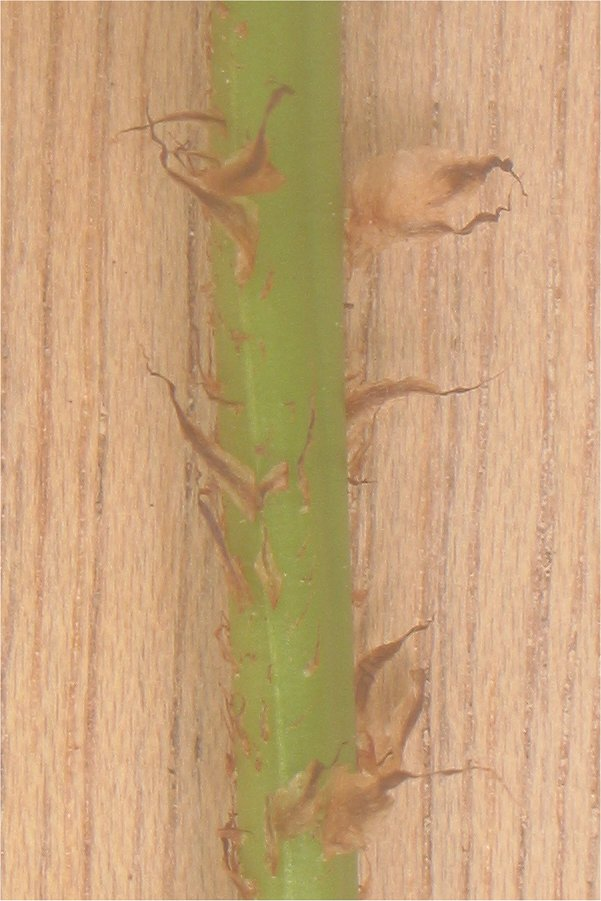
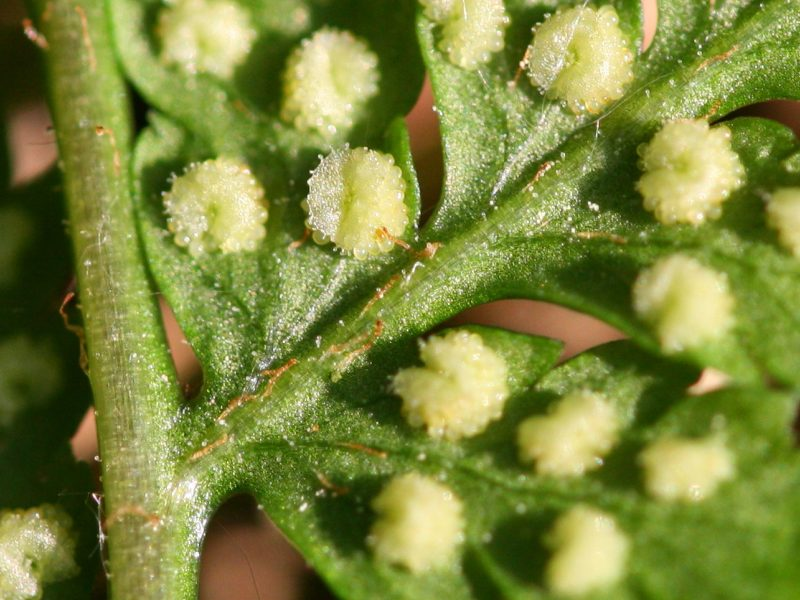